# نادي بلاتينوم
نادي بلاتينوم هو نادي كرة قدم زيمبابوي مقره يقع في زفيشافان، زيمبابوي. يخوض الفريق مبارياته على ملعب ماندافا ويتسع لحوالي 5,000 متفرج. يلعب النادي في دوري الدرجة الممتازة. كان يعرف النادي باسم نادي ميموسا في عام 2010 وقد تغير اسمه في يناير 2011 إلى نادي بلاتينوم.